# Karl Slezak
Karl Slezak (14 de diciembre de 1981) es un jinete canadiense que compite en la modalidad de concurso completo. Ganó dos medallas en los Juegos Panamericanos, bronce en 2019 y oro en 2023.

## Palmarés internacional
| Juegos Panamericanos | Juegos Panamericanos | Juegos Panamericanos | Juegos Panamericanos |
| Año                  | Lugar                | Medalla              | Categoría            |
| -------------------- | -------------------- | -------------------- | -------------------- |
| 2019                 | Lima (Perú)          | Medalla de bronce    | Por equipos          |
| 2023                 | Santiago (Chile)     | Medalla de oro       | Por equipos          |